# 15. vojvodinska brigada »Šandor Petefi«
Za druge 15. brigade glejte 15. brigada.
15. vojvodinska brigada »Šandor Petefi« (srbohrvaško: 15. vojvođanska brigada) je bila brigada v sestavi Narodnoosvobodilne vojske in partizanskih odredov Jugoslavije in ki je delovala med drugo svetovno vojno na področju Kraljevine Jugoslavije.

## Organizacija
- štab
- 4x divizion